# (39789) 1997 OA
(39789) 1997 OA es un asteroide perteneciente al cinturón de asteroides, descubierto el 23 de julio de 1997 por Kenneth A. Williams desde Lake Clear, Nueva York.

## Designación y nombre
Designado provisionalmente como 1997 OA.

## Características orbitales
(39789) 1997 OA está situado a una distancia media del Sol de 3,192 ua, pudiendo alejarse hasta 3,411 ua y acercarse hasta 2,974 ua. Su excentricidad es 0,068 y la inclinación orbital 23,247 grados. Emplea 2083,24 días en completar una órbita alrededor del Sol.
Los próximos acercamientos a la órbita de Júpiter ocurrirán el 8 de octubre de 2120, el 27 de diciembre de 2131 y el 11 de marzo de 2143.

## Características físicas
La magnitud absoluta de (39789) 1997 OA es 12,93.Tiene 17,670 km de diámetro y su albedo se estima en 0,052.